# Handsworth Revolution
Albums de Steel Pulse
Tribute to the Martyrs
(1979)
Handsworth Revolution est un album du groupe Steel Pulse publié en 1978 par Island Records, avec du reggae à l'anglaise, très rythm & blues.

## Caractéristiques et thèmes
C'est un des premiers albums de ce groupe, Steel Pulse, un des pionniers du reggae à l'anglaise,  avec Stevie Nesbitt à la batterie et la voix soul de David Hinds. Handsworth est un ghetto caribéen de Birmingham. L'album contient des  titres tels que Ku Klux Klan, Handsworth Revolution, Prodigal Son, Soldiers, Bad Man, Sound Check, ou encore Macka Splaff clôturant l'album. C'est à la fois un hommage au quartier de Handsworth, connu pour être contestataire, et une dénonciation du racisme envers certains immigrés (Ku Klux Klan) et du conservatisme dans la société britannique de la fin des années 1970,.
Certains morceaux, dont le premier, sont presque autant influencés par le rock anglais que par la musique reggae de Jamaïque : pas de cuivres, des chœurs masculins, des guitares très présentes,  un groove puissant, une batterie au sein d'une rythmique plutôt ska, des mélodies séduisantes, et des paroles inspirées des lyrics jamaïcains. D'autres titres, comme Soldiers ou Sound Check, proposent par contre un reggae rythmiquement bien plus proche de la production jamaïcaine habituelle, mais  qui restent anglais au niveau des mélodies et des tonalités. Macka Splaff, qui termine l'album est un ska aux accents funky

## Accueil
L'album se place en neuvième place des charts anglais quelques jours après sa sortie. À la suite du succès et de l'intérêt suscité par l'album, le groupe Steel Pulse est retenu pour faire la première partie d'une tournée de Bob Marley à travers l'Europe, ce qui leur confère une notoriété internationale,. 
Le journal Les Inrocks classait toujours l'album, 20 ans après sa sortie, parmi les indispensables pour le reggae, et notamment le reggae anglais.

## Liste des titres
| A1. | Handsworth Revolution | 5:24 |
| A2. | Bad Man               | 5:39 |
| A3. | Soldiers              | 4:41 |
| A4. | Sound Check           | 3:31 |

| Face B | Face B       | Face B | Face B | Face B | Face B | Face B | Face B | Face B | Face B |
| No     | Titre        | Durée  |        |        |        |        |        |        |        |
| ------ | ------------ | ------ | ------ | ------ | ------ | ------ | ------ | ------ | ------ |
| B1.    | Prodigal Son | 5:11   |        |        |        |        |        |        |        |
| B2.    | Ku Klux Klan | 3:44   |        |        |        |        |        |        |        |
| B3.    | Prediction   | 5:25   |        |        |        |        |        |        |        |
| B4.    | Macka Splaff | 4:20   |        |        |        |        |        |        |        |
| 37:55  |              |        |        |        |        |        |        |        |        |